# Auletobius sanguisorbae
Auletobius sanguisorbae is een keversoort uit de familie Rhynchitidae. De wetenschappelijke naam van de soort is voor het eerst geldig gepubliceerd in 1798 door Schrank.